# Walter Munke
Walter Munke (* 26. März 1906 in Güsten; † 31. März 1942 im KZ Mauthausen) war ein deutscher Politiker, Schriftsteller und Interbrigadist.

## Biografie
Der Vater, ein organisierter Sozialdemokrat, starb, als Walter sieben Jahre war. So musste die Mutter allein die Familie von ihrer Arbeit als Näherin ernähren. Er besuche die achtjährige Bürgerschule in Güsten und erhielt als bester Schüler zum Abschluss einen Buchpreis. 1920 trat er der Sozialistische Arbeiter-Jugend bei, verließ sie aber 1923 wieder. 1925 beendete er seine Schriftsetzer-Lehre und fand Arbeit in einer Druckerei. 1927 wurde er Mitglied der KPD, suchte sich Arbeit in Winterthur (Schweiz) und trat der KP der Schweiz bei. Schnell machte er Karriere: Mitglied der Parteileitung Winterthur, Funktionär in Massenorganisationen (Rote Hilfe, Arbeiterschutzwehr, Internationale Arbeiterhilfe, Gesellschaft der Freunde der Sowjet-Union). Schließlich wurde er in die Parteileitung des Kantons Zürich gewählt. Im November 1931 wurde er seiner politischen Arbeit wegen des Landes verwiesen und kehrte nach Güsten zurück, wo er sich ohne Anstellung sofort der politischen Arbeit widmete und die örtliche kommunistische Zeitung Der Rote Hammer herausgab. 
Am 25. April 1932 verließ er Deutschland wieder, reiste nach Moskau und konnte in der Internationalen Druckerei bei der Deutschen Zentral-Zeitung arbeiten. November 1932 kam er im Urlaub nach Güsten, nahm seine politische Arbeit wieder auf, wurde mehrmals verhaftet, bis er ein Ausreise-Visum in die UdSSR erhielt. In einer Phase zunehmender Repression, als die Partei sich auf „illegale Arbeitsmethoden“ und die Reichstagswahlen am 5. März 1933 vorbereitete, verließ er als Nachwuchskader das nationalsozialistische Deutschland. Er arbeitete wieder als Setzer bei der DZZ in Moskau. Als er auch selber Artikel zu schreiben begann, gelang ihm der Aufstieg in den Redaktionsstab. In dieser Zeit scheint er die sowjetische Staatsangehörigkeit erhalten zu haben.
1937 meldete er sich zum Kampf der Internationalen Brigaden auf Seiten der spanischen Republik gegen die franquistische Rebellenarmee, die von Einheiten aus dem faschistischen Italien und dem nationalsozialistischen Deutschland unterstützt wurde. Er gehörte zu den Kämpfern des Thälmann-Bataillons. Mit dreißig Jahren war er eher ein jüngerer Soldat, lag auch durch seinen erlernten Beruf im soziologischer Durchschnitt der Kämpfer. Als Kommunist fand er sich in Spanien in einem politischen Umfeld, das die Pluralität der spanischen Volksfront spiegelte. Dass er Politkommissar gewesen sei, lässt sich nicht belegen. Am 2. April 1938 geriet er während der franquistischen Offensive in Aragon in Gefangenschaft. Nach den Kämpfen am Ebro waren von 450 Soldaten des Thälmann-Bataillons noch 80 übrig.
Bekannt sind diese Stationen seiner Kriegsgefangenschaft in Spanien: Belchite (Dezember 1939), Palencia (23. Juli 1941) und Miranda del Ebro (24. Oktober 1941). Aus den übereinstimmenden Daten lässt sich schließen, dass er zum Batallón Disciplinario de trabajadores 75 (Disziplinierungs-Arbeitsbataillon 75) gehörte, das meist aus gefangenen Interbrigadisten des franquistischen Konzentrationslagers San Pedro de Cardeña (Burgos) zusammengestellt wurde. In Belchite hatten sie den Auftrag, ein neues Dorf zu bauen. Offensichtlich wegen diplomatischer Proteste gegen die Zwangsarbeit der Häftlinge, war die nächste Station Palencia, schließlich das von einem SS-Offizier Paul Winzer geleitete Konzentrationslager Miranda del Ebro. Von hier aus wurde er nach dem Überfall auf die Sowjetunion nach Deutschland ausgeliefert. Über Brauweiler, Burg (bei Magdeburg) kam er ins KZ Mauthausen. Am 31. März 1942, 15.10 Uhr, starb er dort. In der Sterbeurkunde des Lagerstandesamtes wird als Todesursache aufgeführt: „Auf der Flucht erschossen.“  Zwei andere Häftlinge, Boleslaw Tranvezynski und Thomas Kohritak, wurden mit ihm zusammen erschossen. Der Familie war es von den Nationalsozialisten bis Kriegsende verboten, die Urne auf dem Friedhof von Güsten beizusetzen.

## Werke
- Walter Munke: Zweimal um die Ecke: Gedichte und Erzählungen (Hrsg.:  Raja Lubinetzki). Pro Business, Berlin 2015, ISBN 978-3-86386-870-3